# هیران منار
هیران منار (اردو: هرن مینار؛ یا "برج گوزن") مجموعه ای از اوایل قرن ۱۷ مغول است که در شیخوپوره، در ایالت پنجاب پاکستان واقع شده‌است.
این مجتمع به افتخار جانور محبوب محبوب جهانگیر امپراتور مغول به نام منسراج در محل ذخیره گاه بازی ساخته شده‌است. این مجتمع، تجسم روابط مغول‌ها بین انسانها، حیوانات خانگی و شکار است.

## مکان
مجموعه هیران منار در شهر شیخوپوره، در حدود ۴۰ کیلومتری شمال غربی لاهور واقع شده‌است. این مجموعه در نزدیکی قلعه شیخوپوره واقع شده‌است که قدمت آن نیز از اوایل قرن هفدهم است. هر دو سایت تاریخی از لاهور از طریق بزرگراه M2 قابل دسترسی است این بزرگراه، لاهور را به اسلام‌آباد متصل می‌کند.

## تاریخ
هیران منار در زمان سلطنت جهانگیر خان امپراتور مغول به عنوان شکارگاه امپراتور بنا گشت. این شکارگاه مصنوعی در میانهٔ یک جنگل ساخته شده‌است و به امپراطوران مغول این امکان را می‌داد که در میانه شهر لاهور حس شکار در طبیعت را تجربه کنند. ایضاً از شکارگاه به عنوان پارکی استفاده می‌شد که بازدیدکنندگان دیگر می‌توانستند در آن از ورزش شکار لذت ببرند.
مناره در سال ۱۶۰۶ میلادی و به یادبود غزال خانگی محبوب امپراتور ساخته شد. نام این غزال، «منسراج» به معنای «نور ذهن» بود. این غزال جهت فریب دادن حیوانات وحشی و کشاندن آنها به شکارگاه آموزش دیده بود و مورد استفاده قرار می‌گرفت. مناره و استخر به زودی با کوشکی که در زمان شاه جهان ساخته شده بود مجاور شدند.

## چیدمان
این مجموعه شامل یک مناره، کوشک، استخر و گذرگاه آن است.

### مناره
مناره در دوره جهانگیر ساخته شده و ۳۰ متر طول دارد این مناره در سال ۱۶۰۶ میلادی به عنوان نماد مقبره غزال محبوب امپراتور به نام منسراج بنا گردیده‌است. در حاشیه‌های بنا، نوشته‌هایی به یاد این غزال نگاشته شده‌است.

### استخر
یک استخر عظیم مستطیل شکل به ابعاد ۲۲۹ متر در ۲۷۳ متر در قلب مجموعه قرار دارد. در مرکز هر طرف مخزن، یک سطح شیب دار آجری به سمت پایین آب می‌رود و دسترسی به شکارگاه از این طریق را فراهم می‌سازد.

### کوشک

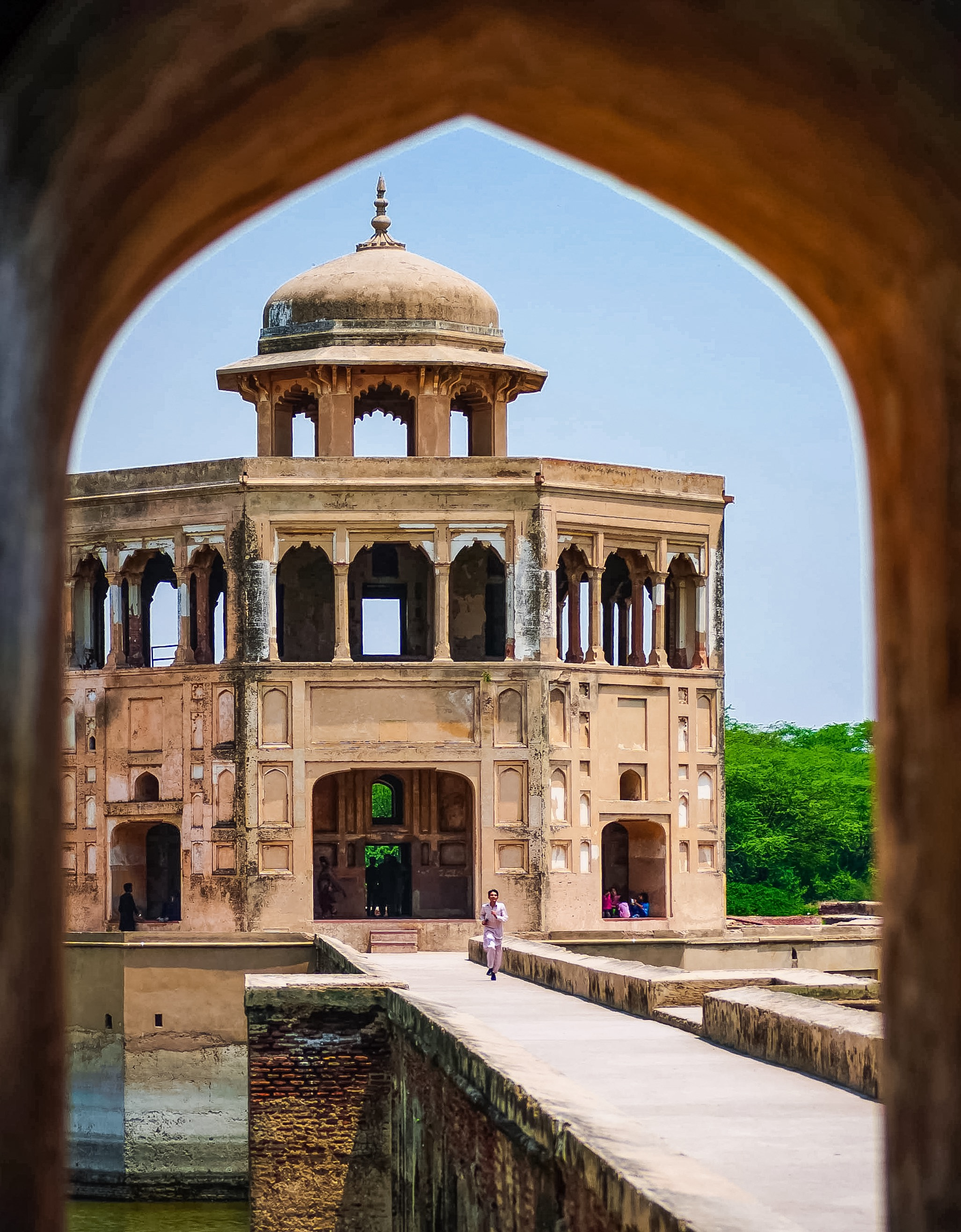
کوشک

یک کوشک هشت ضلعی ساخته شده در زمان شاه جهان در مرکز استخر است. این کوشک دو طبقه می‌باشد و بر پشت بام آن نیز یک آلاچیق قرار دارد. معماری کوشک مشابه پاویونی است که امپراتور همایون در دهلی بنا کرده‌است.
غرفه توسط استخر و طبیعت اطراف احاطه شده‌است از این رو به احتمال زیاد برای اهداف تفریحی مورد استفاده قرار می‌گرفته‌است.

### گذرگاه
یک گذرگاه نیز در منطقه وجود دارد تا مناره و کوشک را در امتداد محوری که از دروازه عبور می‌کند متصل کند.

## سیستم مدیریت آبی
از ویژگی‌های منحصر به فرد این مجموعه خاص می‌توان به سیستم متمایز جمع‌آوری آب آن اشاره کرد. در هر گوشه مخزن، یک ساختمان مربع شکل کوچک و یک سیستم جمع‌آوری آب زیر سطحی است که مخزن آب را تأمین می‌کند. فقط یکی از این سیستم‌های آبی امروزه به‌طور گسترده در معرض دید عموم قرار گرفته‌است.

## نگارخانه

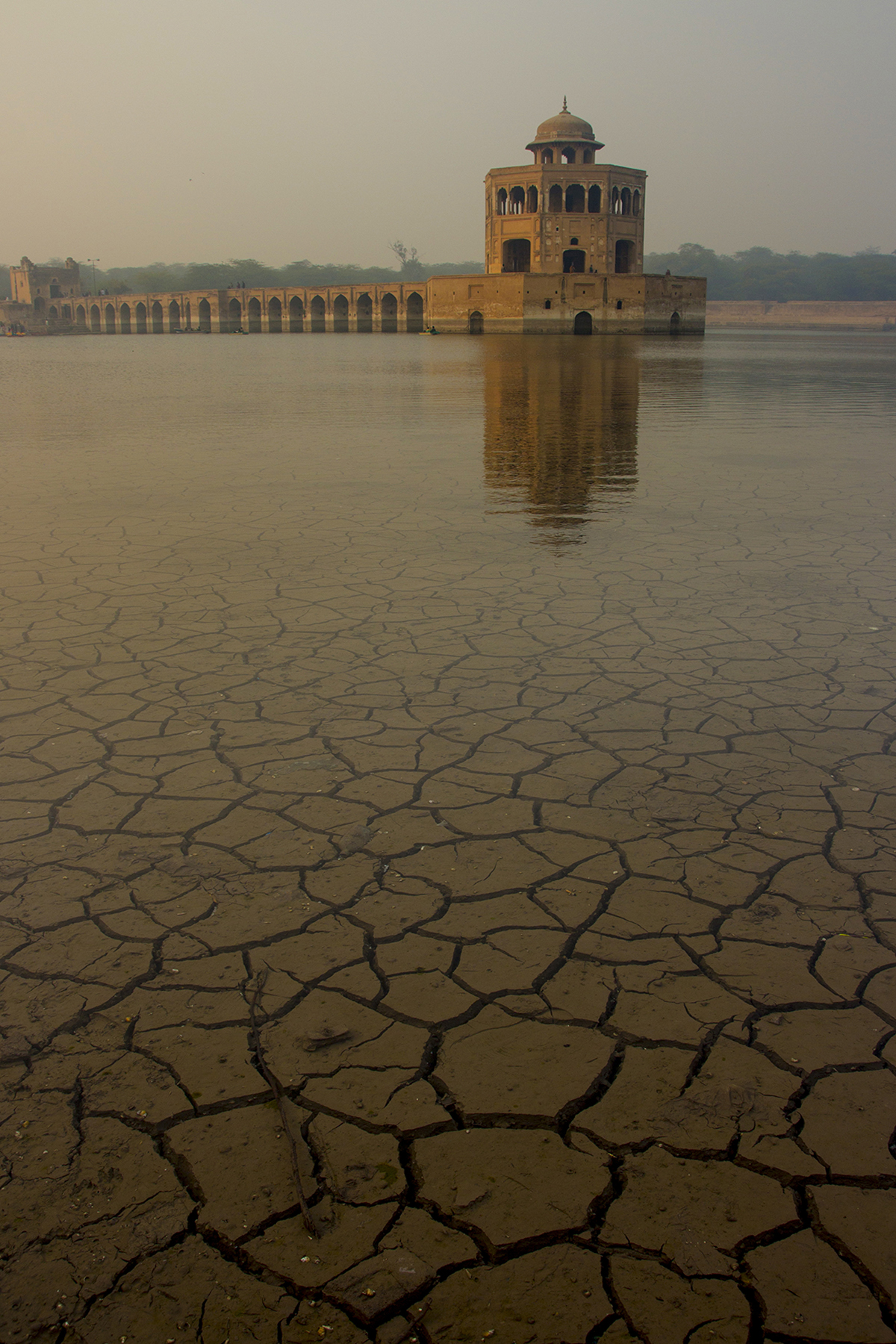
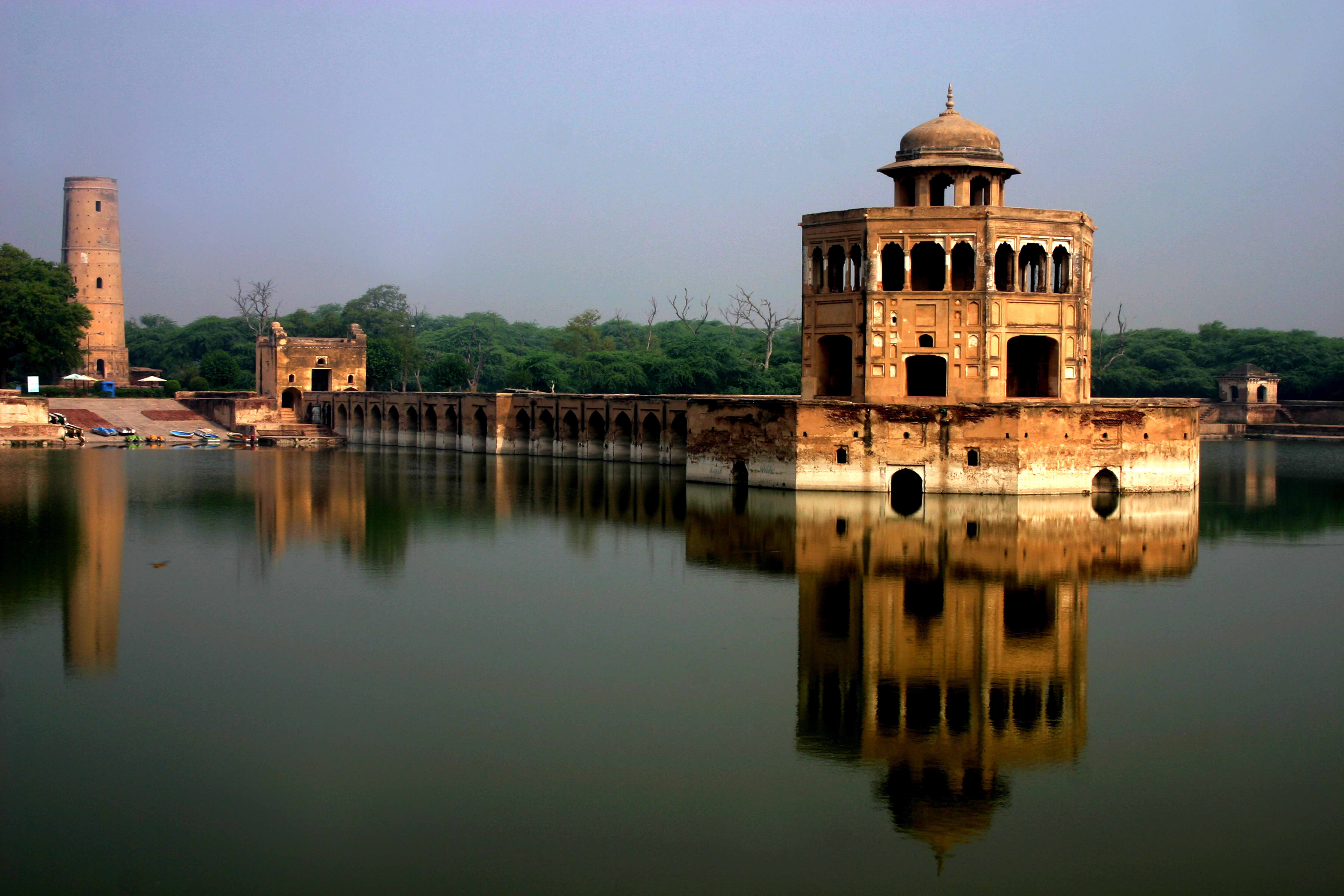
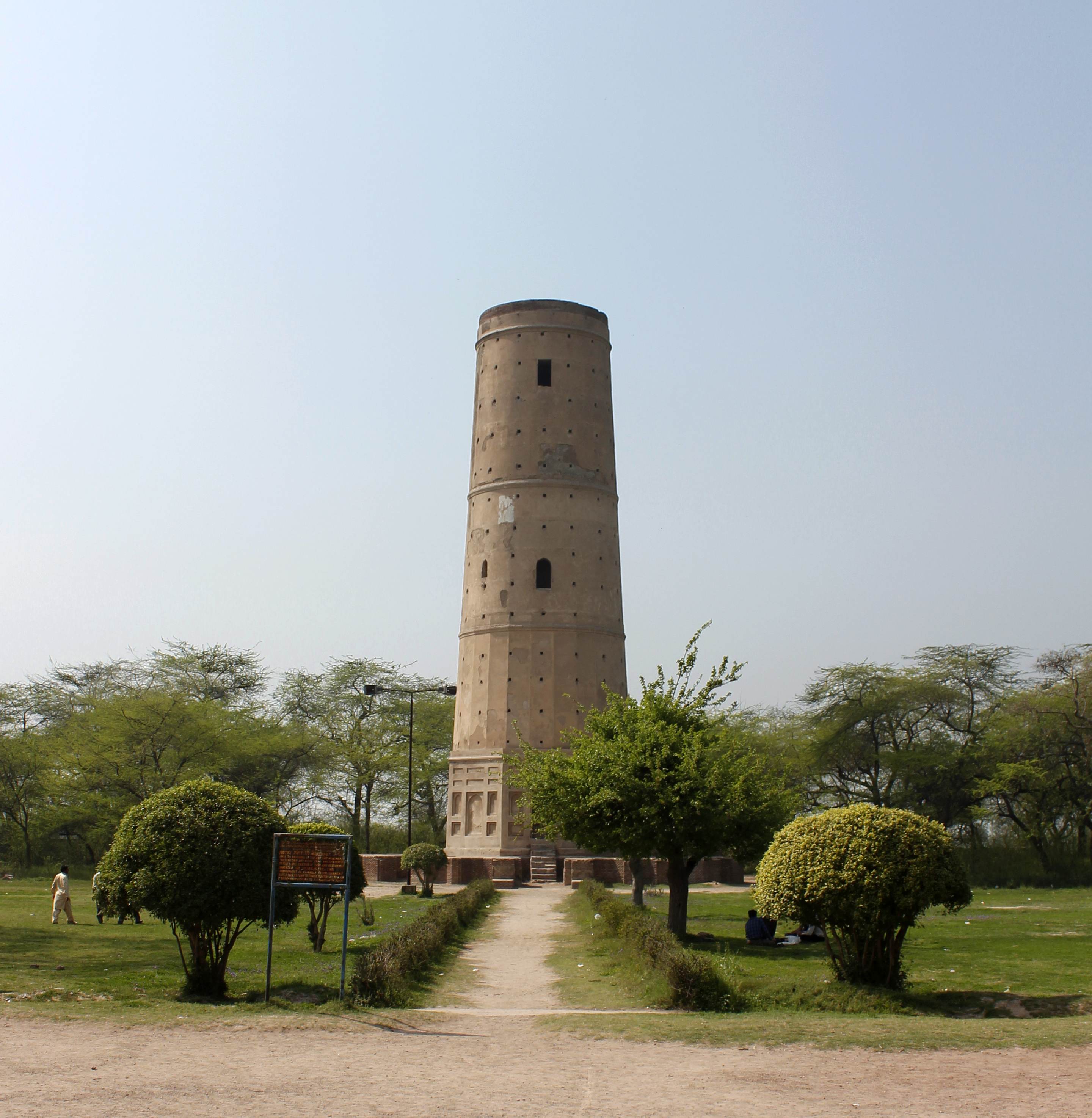
مناره
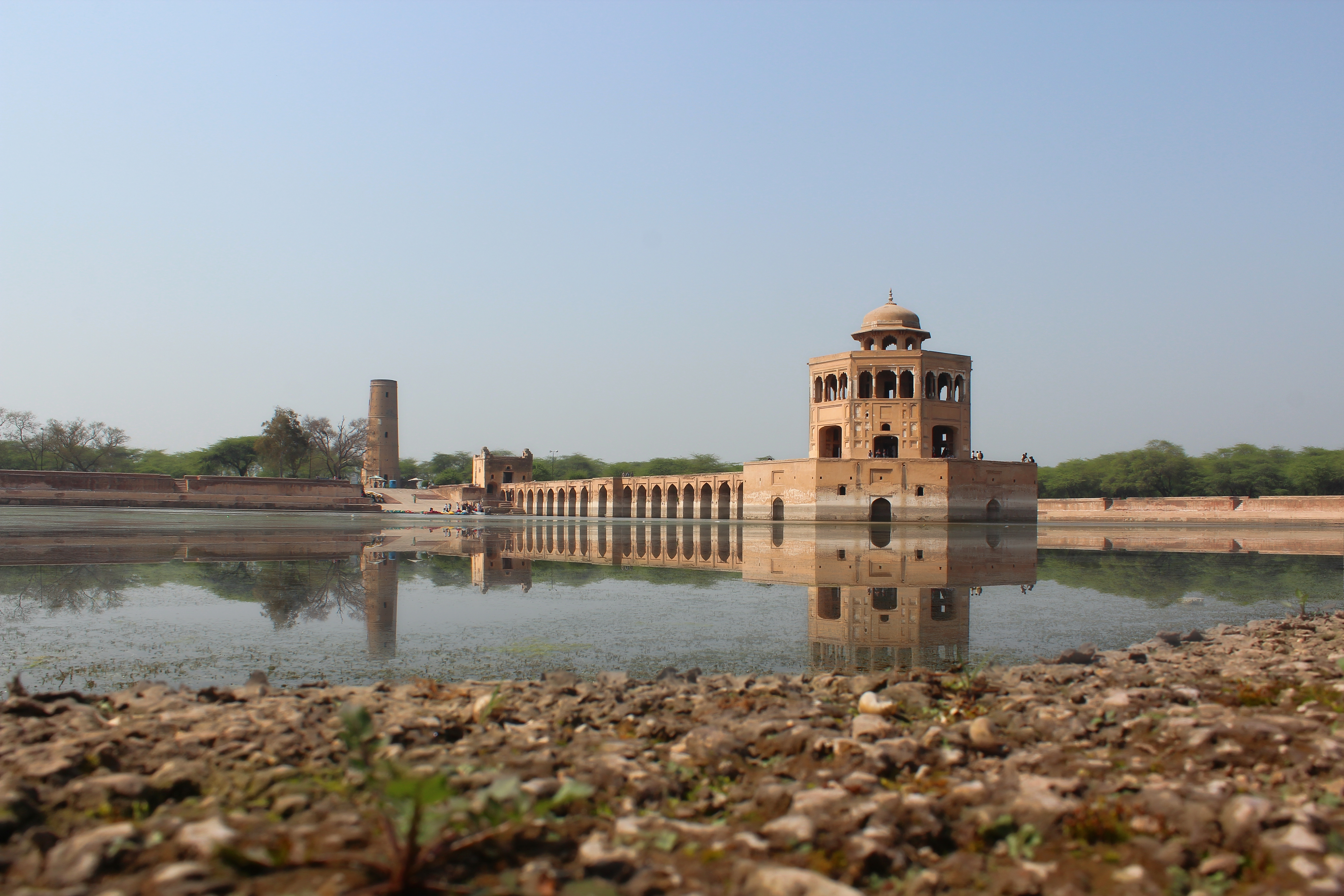
آب انبار
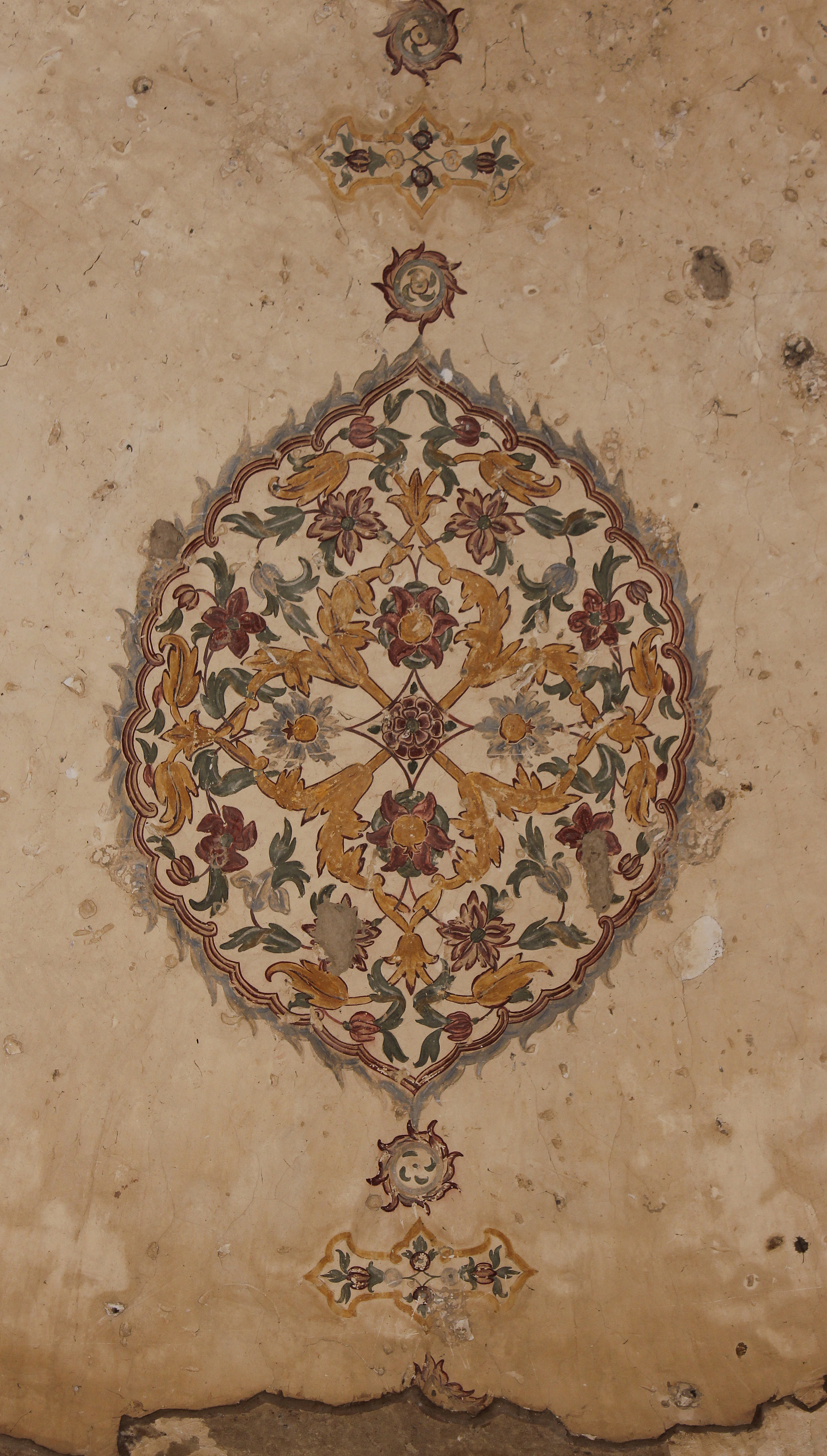
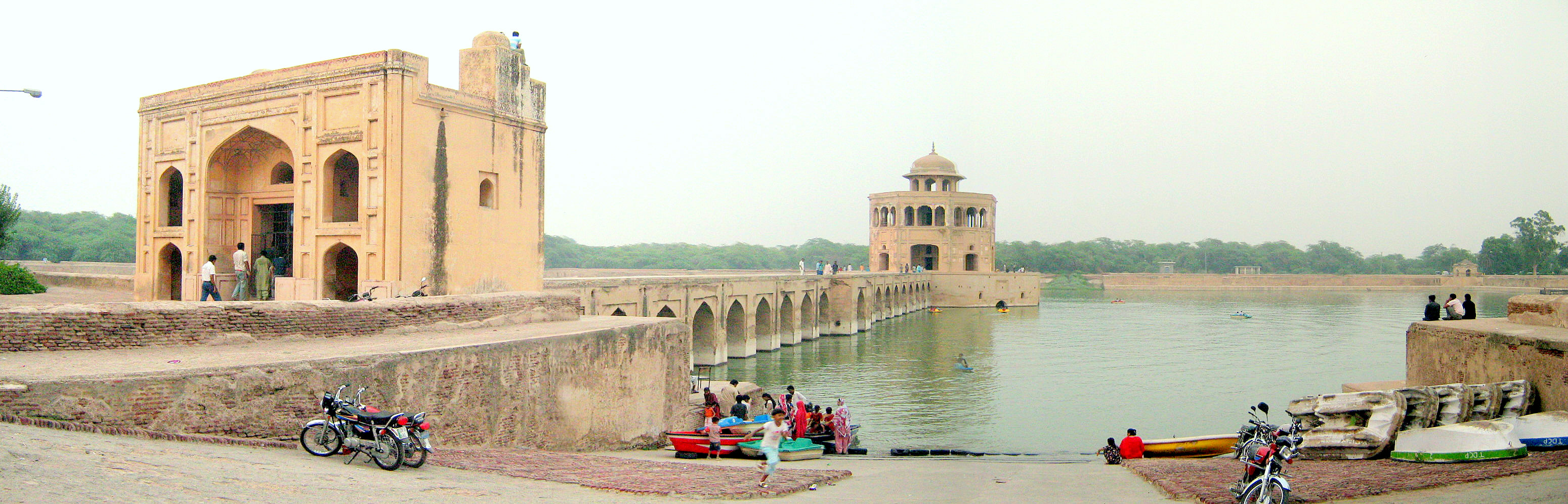
هیران منار
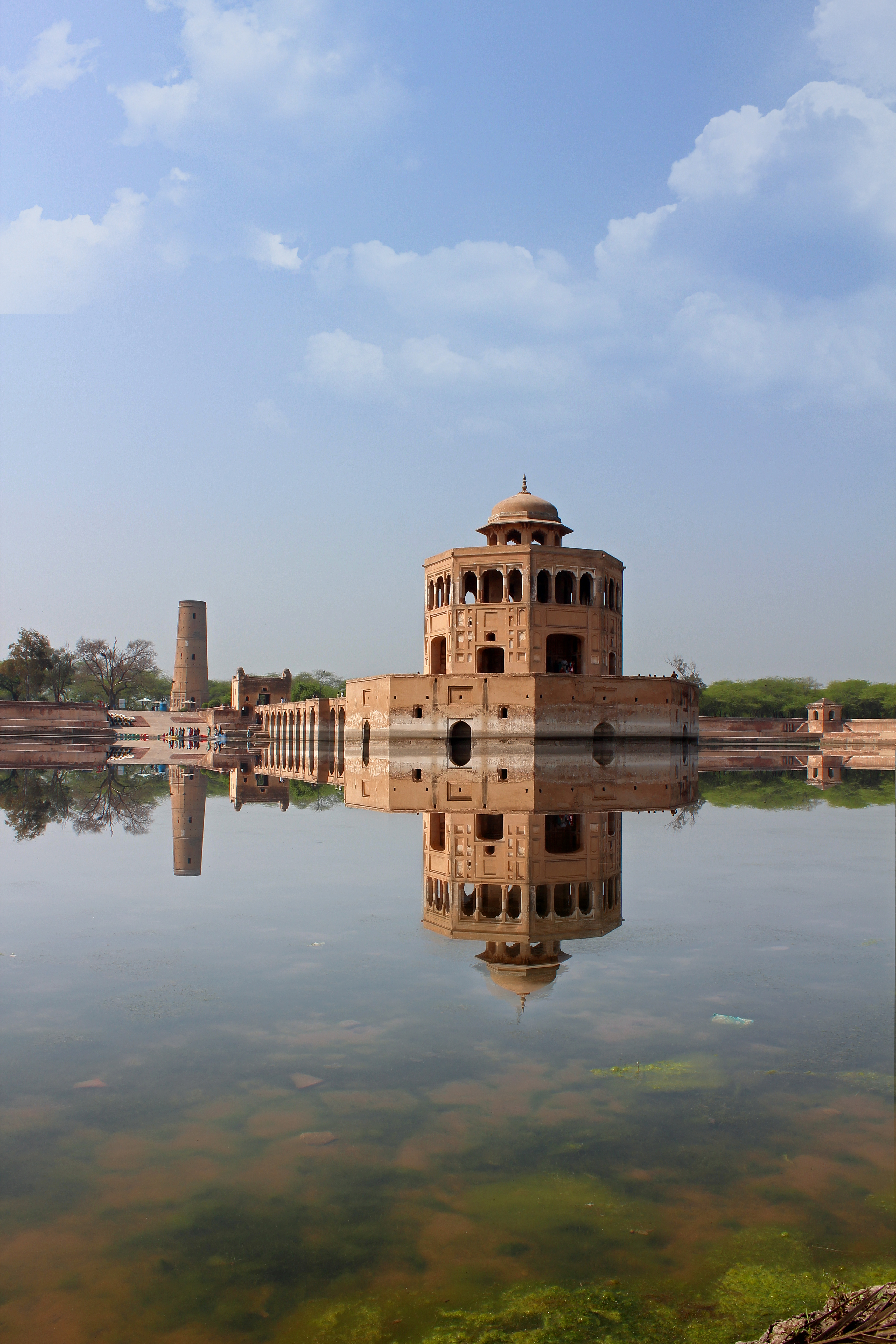
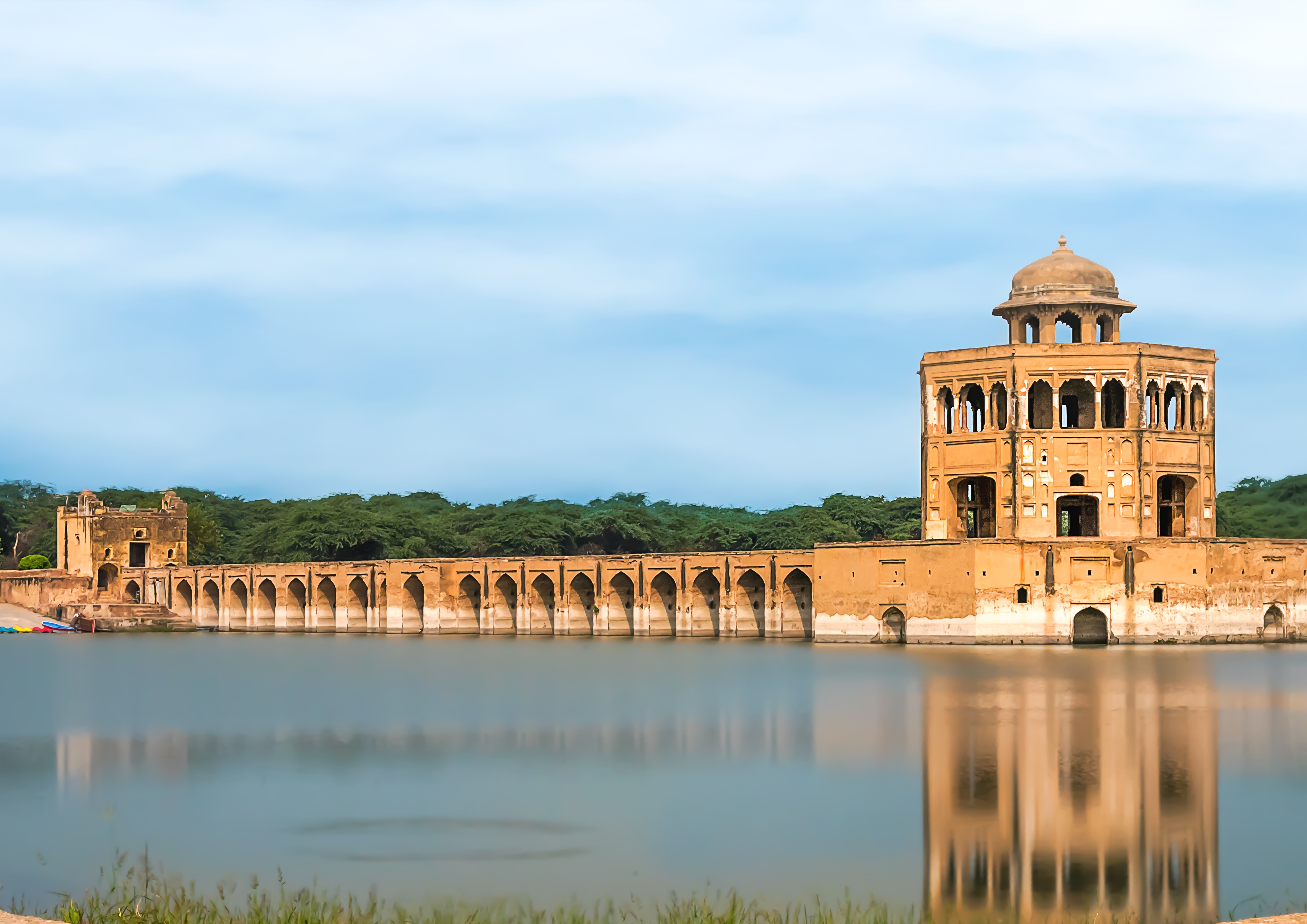